# Hedysarum minjanense
Hedysarum minjanense là một loài thực vật có hoa trong họ Đậu. Loài này được Rech.f. miêu tả khoa học đầu tiên.